# Студлів
Студлів — село в Україні, у П'ядицькій сільській громаді Коломийського району Івано-Франківської області. Станом на 2021 р. у Студлові не залишилося жодного жителя.